# Ебергард Фішер
Ебергард Фішер (нім. Eberhard Fischer; 24 червня 1893, Каролат — 2 вересня 1962) — німецький офіцер, генерал-майор люфтваффе.

## Біографія
12 червня 1912 року вступив у 5-й нижньосілезький піхотний полк №154. З 13 травня 1913 по 17 лютого 1914 року навчався у Військовому училищі Ганновера, після чого повернувся у свій полк, командир взводу. Учасник Першої світової війни. З 2 грудня 1915 року — командир роти свого полку. 2 червня 1916 року перейшов у авіацію. Після демобілізації армії залишений у рейхсвері. 31 березня 1928 року офіційно звільнений для проходження таємної льотної підготовки в СРСР. 1 грудня 1929 року офіційно повернувся на службу. 
1 лютого 1934 року переведений в люфтваффе, керівник головного офісу відділу аерофотозйомки Імперського міністерства авіації. 1 липня 1935 року переведений в училище аерофтозйомки в Гільдесгаймі, з 1 жовтня — командир училища. З 1 березня 1937 року — командир 124-го, з 1 листопада 1937 року — 24-го, з 1 листопада 1938 року — 22-го розвідувального дивізіону. Одночасно з 1 березня 1937 по 31 грудня 1938 року — комендант авіабази Касселя-Ротвестена. З 1 січня 1939 року — керівник курсу, з 31 травня 1939 року — командир курсу кандидатів в офіцери Військово-повітряної академії Берліна-Гатова. З 1 лютого 1940 року — командир Училища аерофтозйомки Гільдесгайма і, одночасно, комендант авіабази Гільдесгайма. 12 грудня 1944 року переданий в розпорядження авіаційної дивізії в Брауншвейгу. 31 березня 1945 року звільнений у відставку. 9 квітня 1945 року взятий в полон американськими військами. Звільнений 28 лютого 1947 року.

## Звання
- Фанен-юнкер (12 червня 1912)
- Фенріх (27 січня 1913)
- Лейтенант (17 лютого 1914)
- Обер-лейтенант (1 лютого 1922)
- Гауптман (1 лютого 1928)
- Майор (1 серпня 1934)
- Оберст-лейтенант (1 жовтня 1936)
- Оберст (1 січня 1939)
- Генерал-майор (1 червня 1942)

## Нагороди
- Залізний хрест 2-го і 1-го класу
- Нагрудний знак військового пілота (Пруссія)
- Нагрудний знак «За поранення» в чорному
- Пам'ятний знак пілота (Пруссія)
- Сілезький Орел 2-го ступеня
- Почесний хрест ветерана війни з мечами
- Медаль «За вислугу років у Вермахті» 4-го, 3-го, 2-го і 1-го класу (25 років)
- Медаль «У пам'ять 1 жовтня 1938»
- Пам'ятна військова медаль (Угорщина) з мечами
- Медаль за участь у Європейській війні (1915—1918) з мечами (Болгарія)
- Хрест Воєнних заслуг 2-го і 1-го класу з мечами